# 東経60度線
東経60度線（とうけい60どせん）は、本初子午線面から東へ60度の角度を成す経線である。北極点から北極海、ヨーロッパ、アジア、インド洋、南極海、南極大陸を通過して南極点までを結ぶ。西経120度線と共に大円を形成する。

## 通過する地域一覧
東経60度線は、北極点から南極点まで南に向かって以下の場所を通っている。
| 地理座標                                             | 国土・領土・領海 | 備考                                                                       |
| ---------------------------------------------------- | ---------------- | -------------------------------------------------------------------------- |
| 北緯90度0分 東経60度0分 / 北緯90.000度 東経60.000度  | 北極海           |                                                                            |
| 北緯81度18分 東経60度0分 / 北緯81.300度 東経60.000度 | ロシア           | ホフマン島、ビリチェク島、サルム島（英語版）（ゼムリャフランツァヨシファ） |
| 北緯79度53分 東経60度0分 / 北緯79.883度 東経60.000度 | バレンツ海       |                                                                            |
| 北緯76度7分 東経60度0分 / 北緯76.117度 東経60.000度  | ロシア           | セヴェルヌィ島（ノヴァヤゼムリャ）                                         |
| 北緯74度42分 東経60度0分 / 北緯74.700度 東経60.000度 | カラ海           |                                                                            |
| 北緯70度5分 東経60度0分 / 北緯70.083度 東経60.000度  | ロシア           | ヴァイガチ島                                                               |
| 北緯69度41分 東経60度0分 / 北緯69.683度 東経60.000度 | バレンツ海       | ペチョラ海（英語版）                                                       |
| 北緯68度41分 東経60度0分 / 北緯68.683度 東経60.000度 | ロシア           |                                                                            |
| 北緯50度49分 東経60度0分 / 北緯50.817度 東経60.000度 | カザフスタン     | ウズベキスタンとの境界がアラル海にある                                     |
| 北緯44度55分 東経60度0分 / 北緯44.917度 東経60.000度 | ウズベキスタン   |                                                                            |
| 北緯42度13分 東経60度0分 / 北緯42.217度 東経60.000度 | トルクメニスタン | 約6km                                                                      |
| 北緯42度9分 東経60度0分 / 北緯42.150度 東経60.000度  | ウズベキスタン   | 約6km                                                                      |
| 北緯42度5分 東経60度0分 / 北緯42.083度 東経60.000度  | トルクメニスタン | 約9km                                                                      |
| 北緯42度0分 東経60度0分 / 北緯42.000度 東経60.000度  | ウズベキスタン   | 約5km                                                                      |
| 北緯41度57分 東経60度0分 / 北緯41.950度 東経60.000度 | トルクメニスタン |                                                                            |
| 北緯37度2分 東経60度0分 / 北緯37.033度 東経60.000度  | イラン           |                                                                            |
| 北緯25度23分 東経60度0分 / 北緯25.383度 東経60.000度 | インド洋         | オマーンの海岸のすぐ東を通過                                               |
| 南緯60度0分 東経60度0分 / 南緯60.000度 東経60.000度  | 南極海           |                                                                            |
| 南緯67度24分 東経60度0分 / 南緯67.400度 東経60.000度 | 南極大陸         | オーストラリア南極領土（ オーストラリアが領有権主張）                      |